# Katarina Stenbock
Katarina Stenbock (22. juli 1535 — 13. december 1621) var datter af hertug Gustav Olsson (Stenbock) og Brita Eriksdotter. I 1552 blev hun gift med den svenske konge Gustav Vasa, og hun var dronning af Sverige fra 1552 til 1560.

## Biografi
Katarina Stenbock var datter af Gustav Olofsson Stenbock og Brita Eriksdotter, der var søster til Margareta Eriksdatter, Gustav Vasas tidligere hustru.
Som dronningen, før hun var forlovet, da kongen besluttede at gifte sig med ham, og hans engagement blev derefter brudt. Det blev sagt, at hun flygtede til gemme sig bag en busk i haven, mens kongen var på udkig efter. Ifølge gamle historier, ofte hun talte om sin tidligere kæreste i hendes søvn.
Hans ægteskab var bestridt af Kirken og Gejstlighed, på grund af dets forhold til den gamle dronning.
Den 22 August 1552, var ægteskabet fejret med stor pragt i byen Vadstena, mens skadedyr ramte landet og byen Turku brændt. De mennesker, betragtes dette som et dårligt varsel. Den næste dag, var Catherine kronet dronning og kroning festlighederne varede tre dage. Når domstolen forlod byen Vadstena, byen brændte helt i en stor brand, der blev tolket som et andet dårligt tegn.
Ægteskabet var ikke glad, sige det samme om kongen. Det blev endda sagt, at kongen at overveje at vedtage en lov, der forbyder ægteskaber mellem personer med en stor aldersforskel.
Svækkelse kongens helbred, blev Catherine Stenbock mere en sygeplejerske end en kone i løbet af sine otte års ægteskab.
Efter kongens død forblev hun enke i 61 år. Hun blev den første svenske enkedronning med titel af Riksänkedrottning, hvilket betyder Enkedronningen af riget. Egenskaber sikret ham stor rigdom. Det lånte penge til flere af de konger der efterfulgte sin mand, og fungerer også som mægler i mange konflikter.
Dens egenskaber var placeret i hertugdømmet hans stedsøn, hertug Charles, der udfordrede hans selv i hans rige. Hun havde mange konflikter med ham. I 1581, udfordrede hertug Karl sit ejerskab, men den beholdt sin ret under beskyttelse af Kong John III af Sverige, med hvem hun havde et godt forhold, især at hun ofte lånte ham penge. Hun var den første kvinde i Retten i 1560 til 1568 og var protektor for kongens søn, Erik XIV.
Hun blev begravet i Uppsala Domkirke